# Вилисвил (Илиноис)
Вилисвил (енгл. Willisville) град је у америчкој савезној држави Илиноис.

## Демографија
По попису из 2010. године број становника је 633, што је 61 (-8,8%) становника мање него 2000. године.
| Група             | 2000.       | 2010.       |
| Белци             | 686 (98,8%) | 619 (97,8%) |
| Афроамериканци    | 0 (0,0%)    | 3 (0,5%)    |
| Азијати           | 0 (0,0%)    | 1 (0,2%)    |
| Хиспаноамериканци | 6 (0,9%)    | 3 (0,5%)    |
| Укупно            | 694         | 633         |